# Оболдіна Інга Петрівна
Інга Петрівна Гудімова, у шлюбі Стрєлкова, псевдонім Оболдіна — російська акторка театру і кіно, театральна режисерка, педагог, сценаристка. Заслужена артистка Російської Федерації (2011).

## Життєпис
Народилася 23 грудня 1968 р. у м. Киштим в сім'ї інженерів. Після закінчення школи вступила на режисерський факультет Челябінського інституту культури і мистецтва. Будучи студенткою, захопилася акторською майстерністю, одружилася з однокурсником Гарольдом Стрєлковом (взяла подвійне прізвище Стрєлкова-Оболдіна). Після закінчення інституту (з червоним дипломом), два роки викладала в цьому ж закладі на кафедрі сценічної мови.
Через два роки з чоловіком переїхала до Москви, де вступила на акторський факультет (рос.)ГИТИС (нині — Російський інститут театрального мистецтва) (майстерня професора Петра Фоменка) та закінчила у 1997 році.
З 1996 року — акторка «СтрєлкоVТеатру» в Москві, заснованого режисером Гарольдом Стрєлковим.
У 1999—2004 рр. — ведуча акторка Московського драматичного театру «АпАРТе».
У 2003 році зіграла Варю (прийомну дочку поміщиці Раневської) в спектаклі «Вишневий сад» (за однойменною п'єсою А.П. Чехова) режисера Еймунтаса Някрошюса (спільний проєкт московського Фонду К.С. Станіславського і Вільнюського театру «Meno Fortas»).
Грає в спектаклях московських театрів «Практика», Театру Антона Чехова, державного драматичного Театру «Притулок комедіанта» (Санкт-Петербург) та ряді інших.
У 1998 році дебютувала у кінематографі в телесеріалі «Самозванці» (реж. К. Худяков).
Зіграла понад 60 ролей в кіно і серіалах. Знялася у ряді українських картин.
Яскрава характерна і комедійна акторка.
Лауреатка російських театральних і кінофестивалів.

## Фестивалі і премії
- 1996 — Лауреатка фестивалю «Московські дебюти» в номінації «Найкраща жіноча роль» (спектакль «Сахалінська дружина»)
- 2001 — Лауреатка Першого Міжнародного фестивалю «Нова драма» в номінації «Найкраща жіноча роль» («Начиталася!..», 2001)
- 2003 — Лауреатка Міжнародної Премії Станіславського в номінації «Найкраща жіноча роль» — театральний сезон 2002—2003 рр. («Вишневий сад», 2003)[4]
- 2003 — Лауреатка премії журналу «Креатив» в номінації «Креативна актриса року» («Вишневий сад», 2003)
- 2004 — Лауреатка фестивалю камерних вистав «Золотий вік» («Фантазії Івана Петровича», 2004)
- 2004 — Лауреатка премії «Тріумф»
- 2004 — МТКФ «Разом»: Приз за найкращий жіночий ансамбль («Діти Арбата», 2004)
- 2009 — Всеросійський Шукшинський кінофестиваль на Алтаї: Диплом «За найкращу жіночу роль» («Голубка», 2008)
- 2012 — III Міжнародний фестиваль туристичного кіно «Побачення з Росією» в містах Верхотур'є і Кам'янськ-Уральському: Приз в номінації «Найкращий ігровий фільм про туризм» (за роль у фільмі «Голубка», 2008)
- 2017 — 28 Відкритий російський кінофестиваль «Кінотавр» (Сочі): Приз за найкращу жіночу роль («Пали!», 2017)[5] та ін.

## Фільмографія

### Акторські роботи
- «Самозванці» (1998—2002, т/с; Тамара)
- «Сахалінська дружина» (2001, фільм-спектакль; Марина)
- «Спас під березами» (2003, т/с; Наталя)
- «Осип Мандельштам і Ольга Ваксель. Не забувай мене...» (2003, в документальному телециклі «Більше, ніж любов»; Ольга Ваксель)
- «Вбити вечір» (2003, Тамара)
- «Діти Арбата» (2004, т/с, реж. А. Ешпай; Ніна Іванова)
- «Небо. Літак. Дівчина» (2002, „Мишка“, подруга Лари; реж. В. Сторожева)
- «Ха!» (2002—2006, кіноальманах)
- «Француз» (2004, провідниця Тамара; реж. В. Сторожева)
- «На Верхній Масловці» (2004, Роза; реж. К. Худяков)
- «Вузький міст» (2004, Люся)
- «Справа про „Мертві душі“» (2005, Марія Антонівна, дочка губернатора; реж. П. Лунгін)
- «Продається дача» (2005, Жанна)
- «Доктор Живаго» (2005, т/с; Шурочка Шлезінгер; реж. О. Прошкін)
- «Біси» (2006, т/с; Марія Лебядкіна)
- «Золоте теля» (2006, т/с; Варвара Лоханкіна)
- «Ленінградець» (2006, Зізі; реж. К. Худяков)
- (рос.)«Многоточие» (2006, Варвара; А. Ешпай)
- «Вовчиця» (2006, т/с, Україна; Лідія Сапсай, мати Германа)
- «Мені не боляче» (2006, Аля, архітекторка; реж. О. Балабанов) — номінація на кінопремію «Ніка» за 2006 рік («Найкраща жіноча роль другого плану»)[6]
- «Сищик Путілін» (2007, т/с; дружина Путіліна; реж. С. Газаров)
- «Заповіт Леніна» (2007, т/с; Зоя Вершина з товариства «Книголюб»; реж. М. Досталь)
- «Громови. Дім надії» (2007, т/с; Геля)
- «Іронія долі. Продовження» (2007, таксистка; реж. Т. Бекмамбетов)
- «Суджений-ряджений» (2007, Лера)
- «Служба довіри» (2007, т/с; Світлана Борисівна, психологиня)
- «Ілюзія страху» (2008, Україна; Свідок)
- «Вийти заміж за генерала» (2008, Ірина)
- «Рідні люди»  (2008, т/с, Україна; Софія Григорівна Мальцева, мати Сашка)
- «Довгоочікуване кохання» (2008, Лариса; Росія—Україна)
- «Всі помруть, а я залишуся» (2008, Аліса Марченко, мати Жанни; реж. В. Германіка)
- «Голубка» (2008, Светка)
- «До моря!»/«На море!» (2008, Ірина, дружина Вадима)
- «Зона турбулентності» (2009, Ірина)
- «Подія» (2009, Шнап, акушерка; реж. А. Ешпай)
- «Подружжя» (2009, т/с; Маргарита Сергіївна Огнєва, адвокатка)
- «Ласкавий травень» (2009, вчителька)
- «У гонитві за щастям» (2009, Аня, дочка Лариси)
- «Сільська комедія» (2009, т/с; Трандичіха, поштарка і пліткарка)
- «Мелодія любові» (2010, Анна Станіславівна, мати Емми; реж. К. Двигубська)
- «Гаражі» (2010, т/с; Юля Локтєва, дружина Костянтина)
- «Школа для товстушок» (2010, Ірина Бернштейн)
- «Лазник президента, або Пасічники Всесвіту» (2010, Світлана Шпагіна)
- «Російська рулетка. Жіночий варіант» (2010, Рина Сергєєва)
- «Заєць, смажений по-берлінськи» (2010, т/с; Ніна Березкіна, медсестра)
- «Ялинки 2» (2011, тітка Катя, подруга мами Насті)
- «Олімпійське село» (2011, Марфа)
- «Весілля за обміном» (2011, Віка)
- «Подружжя 2» (2011, т/с; Маргарита Сергіївна Огнєва, адвокатка)
- «Диригент» (2012, Алла, сопрано; реж. П. Лунгін)
- «Допитлива Варвара» (2012, т/с; Роза Сенчина, дружина Олега)
- «Гагарін. Перший в космосі» (2013, лікар Аділя Котовська)
- «Балабол» (2013, телесеріал; Варвара Семенівна Постишева, підполковниця поліції)
- «Мама-детектив» (2013, т/с; Лариса Іванівна Левіна, слідча ДУВС м. Москви)
- «Подарунок з характером» (2014, реж. К. Оганесян)
- «Нова дружина» (2014, Ліка, подруга Ірини, офтальмологиня)
- «Перелітні пташки» (2014, Вероніка Голубцова, перукарка-стилістка)
- «Дорослі доньки» (2015, т/с; Наталя, сестра Олексія)
- «Теорія неймовірності» (2015, т/с; Альвіна)
- «Перлинне весілля» (2016, т/с; Світлана Григорівна Чайкіна, екскурсоводка, мати трьох дочок)
- «Привид оперу» (2017, т/с; начальниця відділу поліції)
- «Пали!» (2017, Алевтина Романова, наглядачка в жіночій колонії; реж. К. Плетньов)
- «Здрастуй, Макбете» (2017, к/м)
- «Новорічний переполох» (2017)
- «Щасливий квиток» (2017, к/м; контролерка)
- «Балабол-2» (2018, т/с; Варвара Семенівна Постишева, підполковниця поліції)
- «Благими намірами» (2018, т/с; Анна Петрівна Федорова, бізнес-леді)
- «Кожному своє» (2018)
- «Куди тече море» (2018, «Кактус» (3-тя новелла); реж. В. Салтиков)
- «Балабол-3» (2019, т/с; Варвара Семенівна Постишева, підполковниця поліції)
- «Дев'ять життів» (2019, т/с; Антоніна Василівна Трофимова, мати Маші)
- «Заступники» (2019, т/с; Неллі Володимирівна Рябініна, прокурорка)
- «Підкидьок» (2019, Льоля)
- «Скажи правду» (2019, т/с; Тетяна Старцева, подруга Ксенії, терапевтка; реж. А. Ешпай)
- «Врятувати Ленінград» (2019, Галочка; реж. О. Козлов)
- «Тріада» (2019, т/с)
- «Балабол-4» (2020, т/с; Варвара Семенівна Постишева, полковниця поліції)
- «У полоні минулого» (2020, т/с; Алла; Київтелефільм, Україна)
- «День Святого Валентина» (2020, т/с; Наталія; Україна)
- «Мій милий знайда» (2020, т/с; Поліна; Київтелефільм, Україна)
- «Від печалі до радості» (2020, Надія Трифонова, дружина Володимира)
- «Відчувати» (2020) та ін.

### Озвучування
- «Повернення Маргарити Барської» (2010, док. фільм; читає текст)

### Сценаристка
- «Мот Не» (2017, у співавт.)